# ۱۹۹۱ داروین
سیارک ۱۹۹۱ (به انگلیسی: 1991 Darwin، نامگذاری:1967JL) هزار و نهصد و نود و یکمین سیارک کشف شده‌است که در ۶ مه ۱۹۶۷ کشف شد.
قدر مطلق سیارک برابر ۱۲٫۹۰ است.